# Leptochilus digitatus
Leptochilus digitatus är en stensöteväxtart som först beskrevs av Bak., och fick sitt nu gällande namn av Hans Peter Nooteboom. Leptochilus digitatus ingår i släktet Leptochilus och familjen Polypodiaceae. Inga underarter finns listade.